# The History of The Hobbit
The History of the Hobbit (A História de O Hobbit) é um livro, dividido em dois volumes, que explora a história e desenvolvimento de O Hobbit, de J.R.R. Tolkien. Foi publicado pela HarperCollins de Junho a Julho de 2007 no Reino Unido, com os dois volumes sendo lançados nos Estados Unidos pela Houghton Mifflin em 21 de Setembro de 2007. Uma coleção reunindo The Hobbit e The History of The Hobbit foi lançado em 26 de Outubro de 2007. Um volume único saiu em 27 de Outubro de 2011.
O trabalho de dois volumes contém rascunhos não publicados de Tolkien para o romance, acompanhado de comentários escritos por John D. Rateliff. Também estão detalhadas as várias revisões do livro feitas por Tolkien, incluindo revisões abandonadas da nunca publicada terceira edição de The Hobbit, planejada para 1960, assim como mapas e ilustrações feitos por Tolkien e nunca publicados

## Relação comThe History of Middle-earth
Quando Christopher Tolkien, filho do próprio Tolkien, começou a publicar The History of Middle-earth, uma série de doze livros documentando o processo criativo que levou Tolkien a criar os mitos da Terra Média, com textos datando da década de 1910 até 1990, ele decidiu não publicar um volume detalhando a criação de O Hobbit. De acordo com Christopher, O Hobbit não era originalmente parte do universo da Terra-média e estava relacionado com os primeiros escritos de Tolkien apenas de forma superficial, apesar que a existência de O Hobbit alterou para sempre os trabalhos de Tolkien.
A tarefa foi então dada a Taum Santoski na década de 1980. Santoski tinha relações com a Universidade Marquette, que possuía os antigos manuscritos de Tolkien. Ele morreu em 1991, e a tarefa foi passada para John Reteliff. 
Rateliff ofereceu o rascunho completo para Christopher, que aceitou a publicação do livro e sua associação com os trabalhos de seu pai.